# Gil Mărdărescu
Mircea „Gil“ Mărdărescu (* 12. April 1952 in Săcele) ist ein ehemaliger rumänischer Fußballspieler.
Mărdărescu war 1975 als Mittelfeldspieler bei New York Cosmos Mannschaftskollege von Pelé. Da er sich bei Cosmos nicht durchsetzen konnte, wechselte Mărdărescu nach fünf Einsätzen in der North American Soccer League noch während der laufenden Saison zu den Rochester Lancers. Auch dort kam er kaum zum Einsatz, erzielte jedoch sein einziges Tor in der NASL. 1980 war er für New York United in der American Soccer League aktiv.
Sein Vater Virgil Mărdărescu gewann als Trainer die Fußball-Afrikameisterschaft 1976 mit Marokko.